# Damir Vjatitj-Berezjnykh
Damir Vjatitj-Berezjnykh (russisk: Дамир Алексеевич Вя́тич-Бережны́х) (født 26. december 1925 i Moskva i Sovjetunionen, død 1993) var en sovjetisk filminstruktør og manuskriptforfatter.

## Filmografi
- Po tonkomu ldu (По тонкому льду, 1966)[1][2]
- Korpus generala Sjubnikova (Корпус генерала Шубникова, 1980)